# Odvar Nordli
Odvar Nordli (3. listopadu 1927, Tangen, Norsko - 9. ledna 2018, Oslo) byl norský sociálnědemokratický politik, představitel Norské strany práce. Pět let byl premiérem Norska, v letech 1976-1981. V letech 1971–1972 byl ministrem pro místní samosprávy. V letech 1981–1993 byl guvernérem (hejtmanem) provincie Hedmark.
Jeden z největších problémů, jemuž Nordli v premiérské funkci čelil, byl spor o stavbu vodní elektrárny na řece Altaelva na severu Norska. Proti stavbě se postavili ekologičtí aktivisté, útočili na staveniště a drželi hladovku za zastavení stavby před norským parlamentem. Nordli však protlačil projekt parlamentem a stavba začala roku 1981. Několik tisíc aktivistů se sjelo na místo stavby k blokádě, avšak Nordli nasadil mohutné policejní síly (10 procent všech norských policistů) k jejich rozehnání. Šlo o první násilné rozehnání politického protestu v Norsku od druhé světové války, což vzbudilo široké diskuse. Nejvyšší soud dal ovšem vládě roku 1982 za pravdu (to už však Nordli nebyl ve funkci) a elektrárna byla postavena.